# Abu Anas asch-Schami
Abu Anas asch-Schami (arabisch أبو أنس الشامي, DMG Abū Anas aš-Šāmī; * 1969; † 17. September 2004 in Bagdad) war ein geistiger Führer der Terrororganisation Islamischer Staat und Stellvertreter des Topterroristen Abu Musab az-Zarqawi.
Er starb durch einen Raketenangriff auf sein Auto durch die Streitkräfte der Vereinigten Staaten, bei dem auch weitere Insassen ums Leben kamen. Asch-Schami soll auch entgegen dem islamischen Gesetz das Töten von Muslimen für ein Ziel erklärt haben, wenn sie mit den aus seiner Sicht „ungläubigen Besatzern“ im Irak kollaborierten.
| Personendaten    | Personendaten          |
| ---------------- | ---------------------- |
| NAME             | Schami, Abu Anas asch- |
| KURZBESCHREIBUNG | irakischer Terrorist   |
| GEBURTSDATUM     | 1969                   |
| STERBEDATUM      | 17. September 2004     |
| STERBEORT        | Bagdad                 |